# Judolia parallelopipeda
Judolia parallelopipeda là một loài bọ cánh cứng trong họ Cerambycidae.